# Communauté Lesneven Côte des Légendes
Die Communauté Lesneven Côte des Légendes ist ein französischer Gemeindeverband mit der Rechtsform einer Communauté de communes im Département Finistère in der Region Bretagne. Der Gemeindeverband wurde am 26. Dezember 1994 gegründet und besteht aus 14 Gemeinden. Der Verwaltungssitz befindet sich im Ort Lesneven.

## Historische Entwicklung
Der Erlass des Präfekten vom 5. Dezember 2016 legte die Umbenennung des Gemeindeverbands von vormals Communauté de communes du Pays de Lesneven et Côte des Légendes zum aktuellen Namen fest.

## Mitgliedsgemeinden
| Gemeinde                              | Einwohner 1. Januar 2022 | Fläche km² | Dichte Einw./km² | Code INSEE | Postleitzahl |
| ------------------------------------- | ------------------------ | ---------- | ---------------- | ---------- | ------------ |
| Goulven                               | 439                      | 6,38       | 69               | 29064      | 29890        |
| Guissény                              | 1.974                    | 25,18      | 78               | 29077      | 29880        |
| Kerlouan                              | 2.028                    | 17,80      | 114              | 29091      | 29890        |
| Kernilis                              | 1.418                    | 10,13      | 140              | 29093      | 29260        |
| Kernouës                              | 660                      | 7,78       | 85               | 29094      | 29260        |
| Lanarvily                             | 406                      | 5,92       | 69               | 29100      | 29260        |
| Le Folgoët                            | 3.290                    | 9,77       | 337              | 29055      | 29260        |
| Lesneven                              | 7.471                    | 10,27      | 727              | 29124      | 29260        |
| Ploudaniel                            | 3.738                    | 46,28      | 81               | 29179      | 29260        |
| Plouider                              | 1.801                    | 23,63      | 76               | 29198      | 29260        |
| Plounéour-Brignogan-Plages            | 1.955                    | 14,28      | 137              | 29021      | 29890        |
| Saint-Frégant                         | 870                      | 8,41       | 103              | 29248      | 29260        |
| Saint-Méen                            | 941                      | 11,74      | 80               | 29255      | 29260        |
| Trégarantec                           | 628                      | 5,21       | 121              | 29288      | 29260        |
| Communauté Lesneven Côte des Légendes | 27.619                   | 202,78     | 136              | –          | –            |